# Tart-le-Bas
 Tart-le-Bas  là một xã thuộc tỉnh Côte-d'Or trong vùng Bourgogne-Franche-Comté miền đông nước Pháp.